# Öppet samhälle
Det öppna samhället är ett begrepp, som introducerades av den franske filosofen Henri Bergson år 1932. Det öppna samhället kännetecknas bland annat av politisk representation och politisk transparens. Det ingår i en liberal demokrati med yttrandefrihet och andra politiska friheter. Alla totalitära eller auktoritära samhällen är slutna samhällen.
Nu för tiden är begreppet känt även i formen given av filosofen Karl Popper som 1945 utkom med boken Det öppna samhället och dess fiender. År 1947 grundade Popper med sin nära vän Friedrich Hayek, samt Milton Friedman, Ludwig von Mises med flera, gruppen Mont Pelerin Society för att försvara klassisk liberalism i andan av öppna samhällen.